# Люткевірюм
Люткевірюм (нід. Lutkewierum, фриз. Lytsewierrum) — село в нідерландській провінції Фрисландія. Входить до муніципалітету Південно-Західна Фрисландія.
Його площа становить 3,37км², а населення станом на 2021 рік складало 65 осіб.
Перша згадка про населений пункт датується 1381 роком.

## Галерея

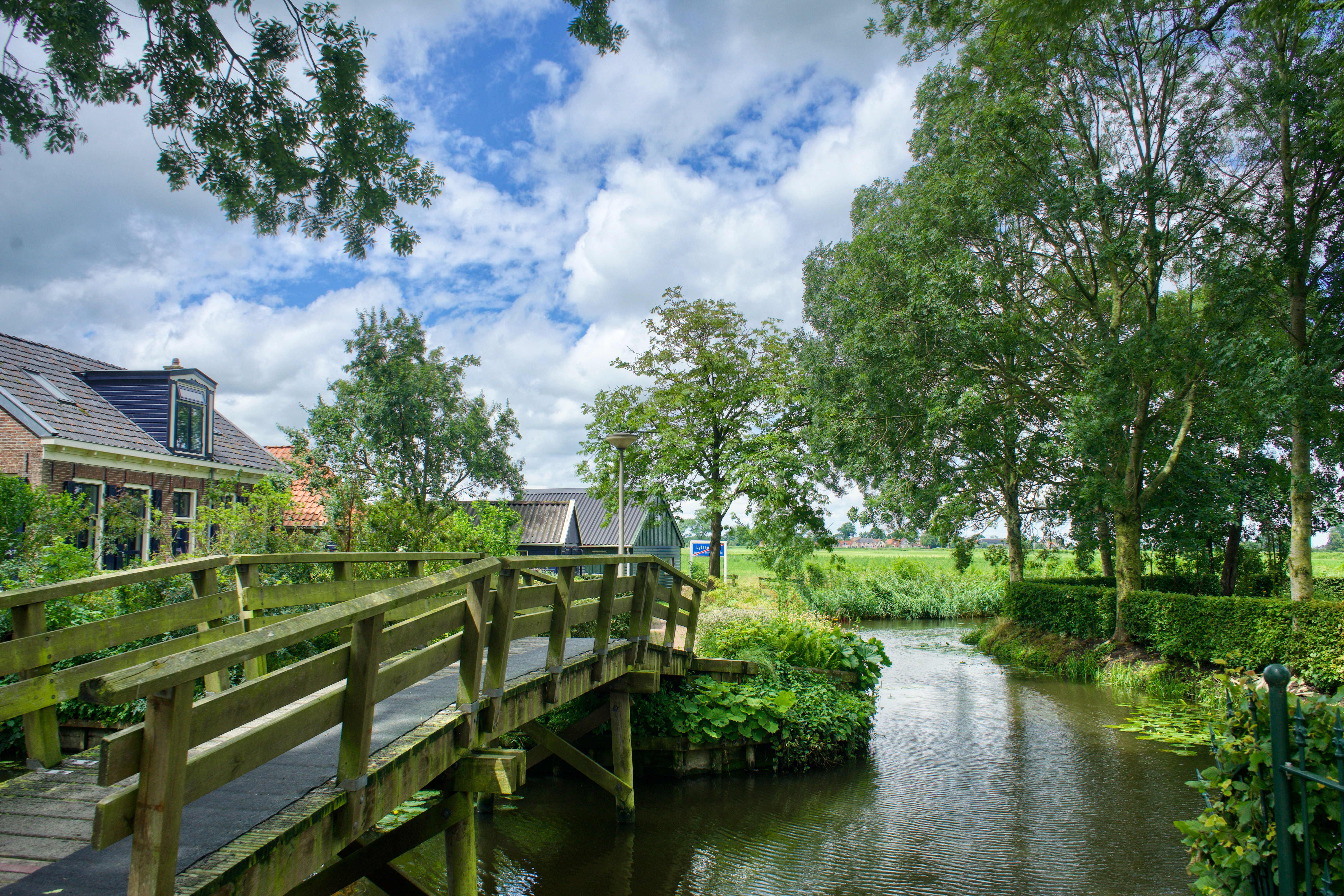
Вид на Люткевірюм
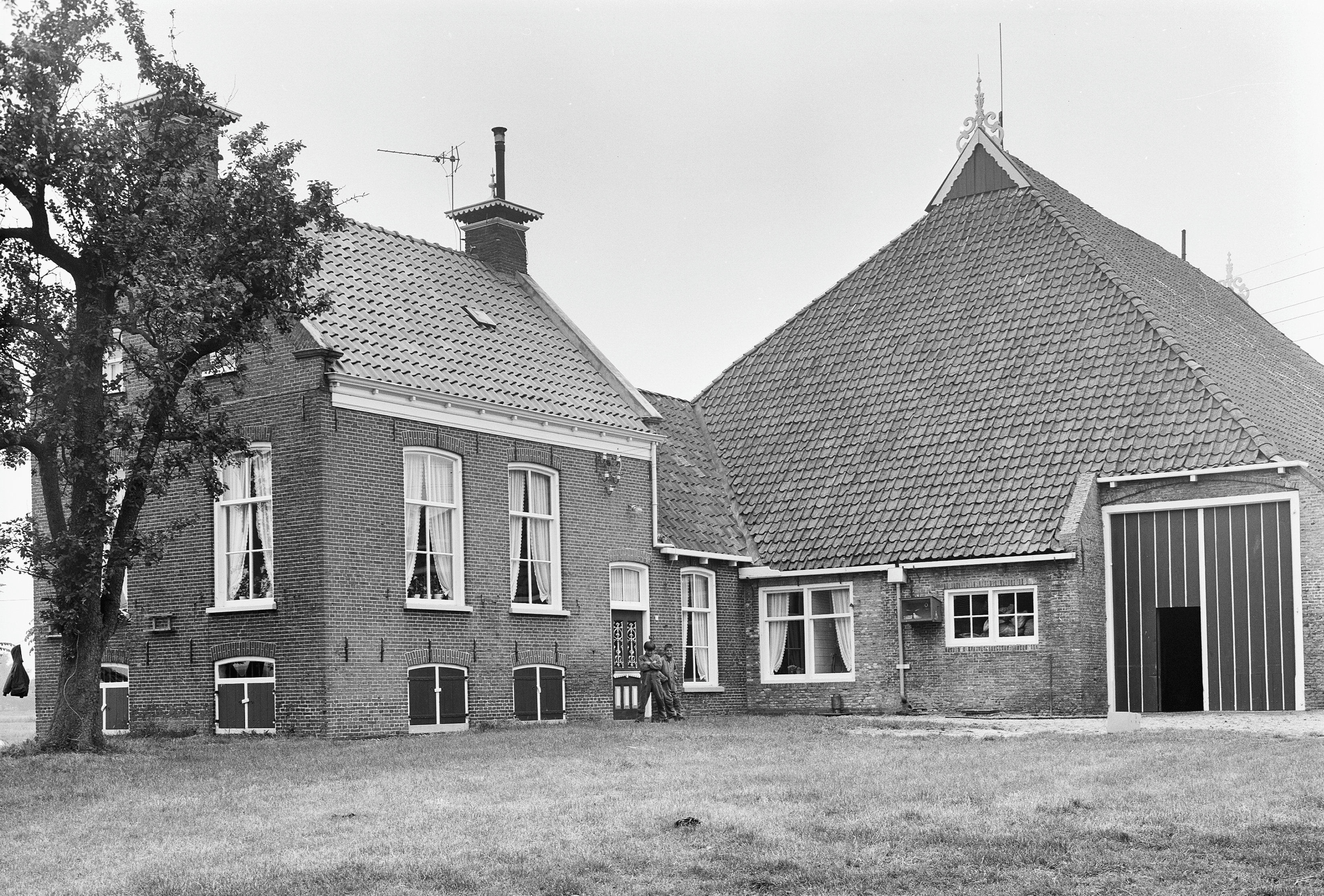
Ферма у Люткевірюмі